# Антоніу Жуан Нету
Антоніу Жуан Нету (порт. António João Neto, нар. 10 жовтня 1971) — ангольський футболіст, що грав на позиції захисника за «Примейру де Агошту» та національну збірну Анголи.

## Клубна кар'єра
У дорослому футболі дебютував 1990 року виступами за команду «Примейру де Агошту», кольори якої і захищав протягом усієї своєї кар'єри гравця, що тривала тринадцять років. 

## Виступи за збірну
1989 року дебютував в офіційних матчах у складі національної збірної Анголи.
У складі збірної був учасником Кубка африканських націй 1996 року в ПАР та Кубка африканських націй 1998 року в Буркіна Фасо.
Загалом протягом кар'єри в національній команді, яка тривала 13 років, провів у її формі 60 матчів, забивши 1 гол.